# Herman Wekker Prijs
De Herman Wekker Prijs wordt tijdens het tweejaarlijkse Nationaal Congres Engels uitgereikt aan een journalist of presentator die nieuws en achtergronden uit een Engelstalig land op uitstekende en bijzondere wijze onder de aandacht brengt van het Nederlandse publiek.
Een jury, bestaande uit leden van de congrescommissie van het Nationaal Congres Engels, kiest elke twee jaar een kandidaat uit. De journalisten worden vervolgens uitgenodigd om hun prijs op het congres zelf in ontvangst te nemen. De meeste journalisten geven daar gehoor aan.
De prijs is genoemd naar en is tevens een eerbetoon aan de in 1997 overleden hoogleraar Engelse taalkunde aan de Rijksuniversiteit Groningen, professor Herman Wekker. Hij was een van de organisatoren van het congres en initiatiefnemer van de prijs. Hij achtte diepgravende journalistiek van eminent belang voor docenten en scholieren om de Engelstalige wereld te begrijpen. Voordat hij in 1997 vroegtijdig overleed, was hij actief in kringen van Engelse-taalwetenschappers, docenten en schrijvers in Nederland.

## Winnaars Herman Wekker Prijs
De winnaars tot nu toe zijn:
- 1995 Hans Bouman
- 1997 Tine van Houts
- 1999 Charles Groenhuijsen
- 2001 Peter Sierksma
- 2003 Max Westerman
- 2005 Hans Steketee
- 2007 Lia van Bekhoven
- 2009 Tom-Jan Meeus
- 2011 Hieke Jippes
- 2013 Eelco Bosch van Rosenthal
- 2015 Bram Vermeulen
- 2017 Arjen van der Horst en Wouter Zwart
- 2019 Melle Garschagen[1]
- 2022 Laila Frank[2]
- 2024 Maral Noshad Sharifi[3]